# 龚知本
龚知本（1935年11月28日—），江苏太仓人，大气光学专家，中国工程院院士。

## 履历[1]
- 1960年，于北京大学地球物理系毕业。
- 1960年至1971年，在中国科学院大气物理研究所工作。[2]
- 1987年至1995年，任安徽光机所所长。
- 2003年，当选中国工程院院士[3][4]。